# Kell am See

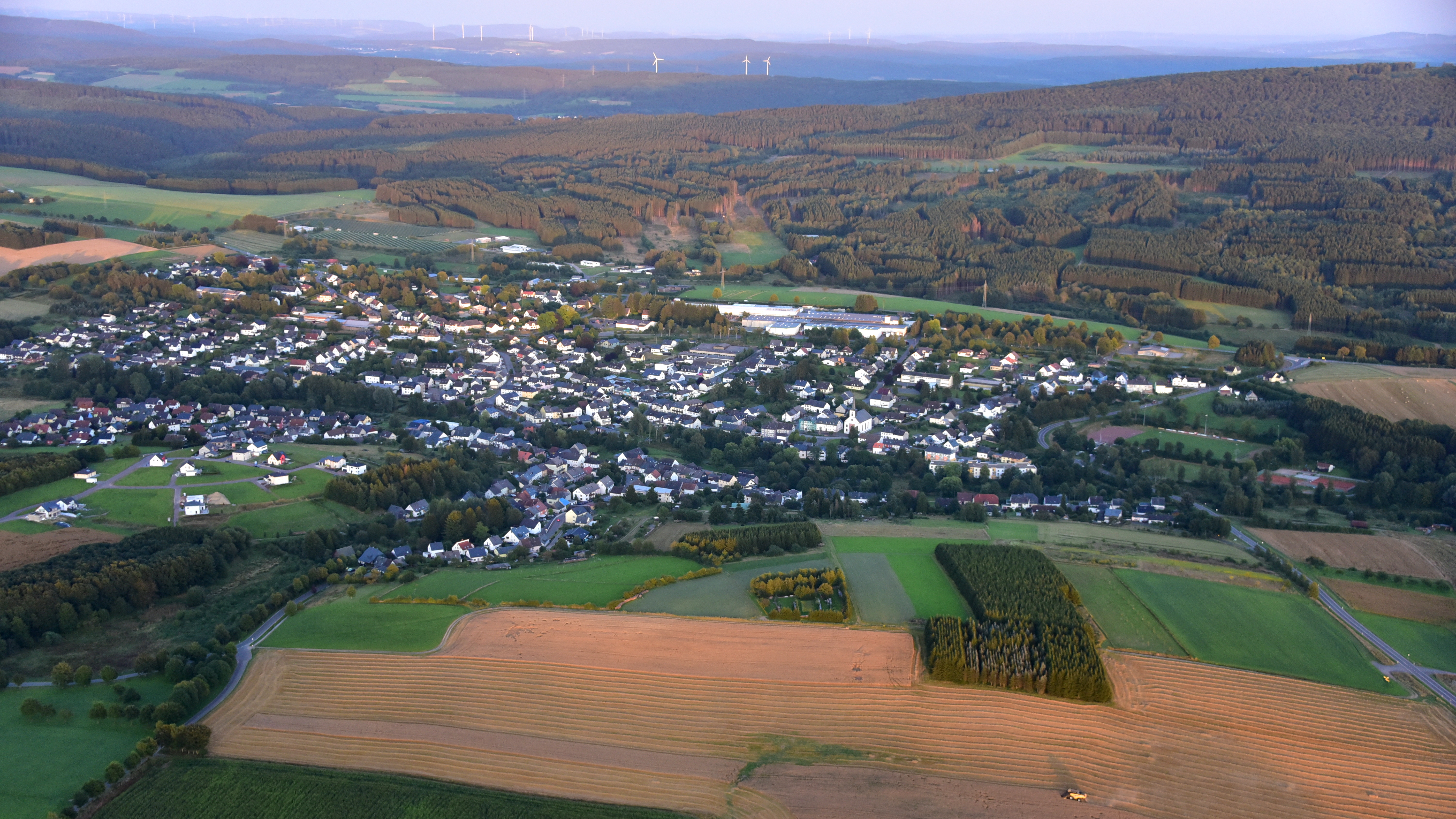
Kell am See, Luftaufnahme (2016)

Kell am See ist eine Ortsgemeinde im Landkreis Trier-Saarburg in Rheinland-Pfalz. Sie gehört der Verbandsgemeinde Saarburg-Kell an, die dort einen weiteren Verwaltungssitz hat. Kell am See ist ein staatlich anerkannter Luftkurort und gemäß Landesplanung als Grundzentrum ausgewiesen.

## Geographie
Kell am See liegt im südwestlichen Teil des Hunsrücks zwischen dem Schwarzwälder und dem Osburger Hochwald in der Keller Mulde, an der oberen Ruwer und am Keller Stausee
sowie am Naturschutzgebiet Keller Mulde mit Leh- und Rothbachtal, mit Laberg und Grammert.
Kell am See bezeichnet das Messtischblatt Nr. 6306 (früher Nr. 3494) der topografischen Karte im Maßstab 1:25.000.

### Gemeindegliederung
Gemeindeteile von Kell am See sind Am Reichertsbruch, Farm, Fronhof, Mühlscheid und Wallerplatz.

### Nachbargemeinden
Nachbargemeinden sind Osburg, Reinsfeld, Grimburg, Wadern, Waldweiler, Mandern, Schillingen, Schöndorf und Holzerath.

## Geschichte
Der Ort wurde im Jahre 634 erstmals urkundlich im Grimo-Testament erwähnt und um das Jahr 1220 erscheint er im Liber annalium iurium, einem Verzeichnis der Güter und Rechte des Erzbistums Trier. Kell weist drei Kerne in der Siedlungsentwicklung auf. Diese befinden sich an der heutigen Kirchstraße, Trierer Straße und Bahnhofstraße. Der Kern an der Kirchstraße ist vermutlich der älteste.
Als Folge des Ersten Weltkriegs war die gesamte Region dem französischen Abschnitt der Alliierten Rheinlandbesetzung zugeordnet. Nach dem Zweiten Weltkrieg wurde Kell innerhalb der französischen Besatzungszone Teil des damals neu gebildeten Landes Rheinland-Pfalz.
Den Namensbestandteil „am See“ trägt die Gemeinde seit dem 24. März 1992.
Historische Bindungen und Beziehungen
Die bisherige Zuordnung zu Gebiets- und Verwaltungsstrukturen stellt sich für die Gemeinde Kell am See wie folgt dar:
- Kurfürstentum Trier (Pflege Kell im Amt Grimburg vor 1794)
- Mairie Kell im Kanton Hermeskeil (ab 1798)
- Arrondissement Trier (ab 1798)
- Arrondissement Birkenfeld (ab 1799)
- Departement Saar (ab 1798)
- Generalgouvernement Mittelrhein (ab Februar 1814)
- Gemeinschaftliche Landes-Administrations-Kommission unter der Verwaltung von Österreich und Bayern (ab Juni 1814)
- Königreich Preußen (ab 1815)
- Bürgermeisterei Kell (ab 1816)
- Kreis Trier (ab 1816)
- Amt Kell (ab 1927)
- Landkreis Trier (ab 1939)
- Verbandsgemeinde Kell (ab 1968)
- Landkreis Trier-Saarburg (ab 1969)
- neue Verbandsgemeinde Kell (ab 1970)
- Verbandsgemeinde Kell am See (ab 1992)
- Verbandsgemeinde Saarburg-Kell (ab 2019)

### Bevölkerungsentwicklung
Die Entwicklung der Einwohnerzahl von Kell am See, die Werte von 1871 bis 1987 beruhen auf Volkszählungen:
| Kell am See: Einwohnerzahlen von 1815 bis 2023 | Kell am See: Einwohnerzahlen von 1815 bis 2023 | Kell am See: Einwohnerzahlen von 1815 bis 2023 | Kell am See: Einwohnerzahlen von 1815 bis 2023 | Kell am See: Einwohnerzahlen von 1815 bis 2023 |
| ---------------------------------------------- | ---------------------------------------------- | ---------------------------------------------- | ---------------------------------------------- | ---------------------------------------------- |
| Jahr                                           |                                                |                                                |                                                | Einwohner                                      |
| 1815                                           | 1815                                           |                                                | 699                                            | 699                                            |
| 1835                                           | 1835                                           |                                                | 889                                            | 889                                            |
| 1871                                           | 1871                                           |                                                | 961                                            | 961                                            |
| 1905                                           | 1905                                           |                                                | 1.026                                          | 1.026                                          |
| 1939                                           | 1939                                           |                                                | 1.287                                          | 1.287                                          |
| 1950                                           | 1950                                           |                                                | 1.385                                          | 1.385                                          |
| 1961                                           | 1961                                           |                                                | 1.606                                          | 1.606                                          |
| 1970                                           | 1970                                           |                                                | 1.709                                          | 1.709                                          |
| 1987                                           | 1987                                           |                                                | 1.675                                          | 1.675                                          |
| 1997                                           | 1997                                           |                                                | 1.868                                          | 1.868                                          |
| 2005                                           | 2005                                           |                                                | 1.891                                          | 1.891                                          |
| 2011                                           | 2011                                           |                                                | 1.938                                          | 1.938                                          |
| 2017                                           | 2017                                           |                                                | 1.925                                          | 1.925                                          |
| 2023                                           | 2023                                           |                                                | 2.031                                          | 2.031                                          |
|                                                |                                                |                                                |                                                |                                                |

## Religion
Die Bevölkerung ist überwiegend römisch-katholisch. Die katholische Pfarrkirche trägt das Patrozinium von St. Bartholomäus. Überörtlich bekannt ist die Keller Weihnachtskrippe in der Kirche.

## Politik

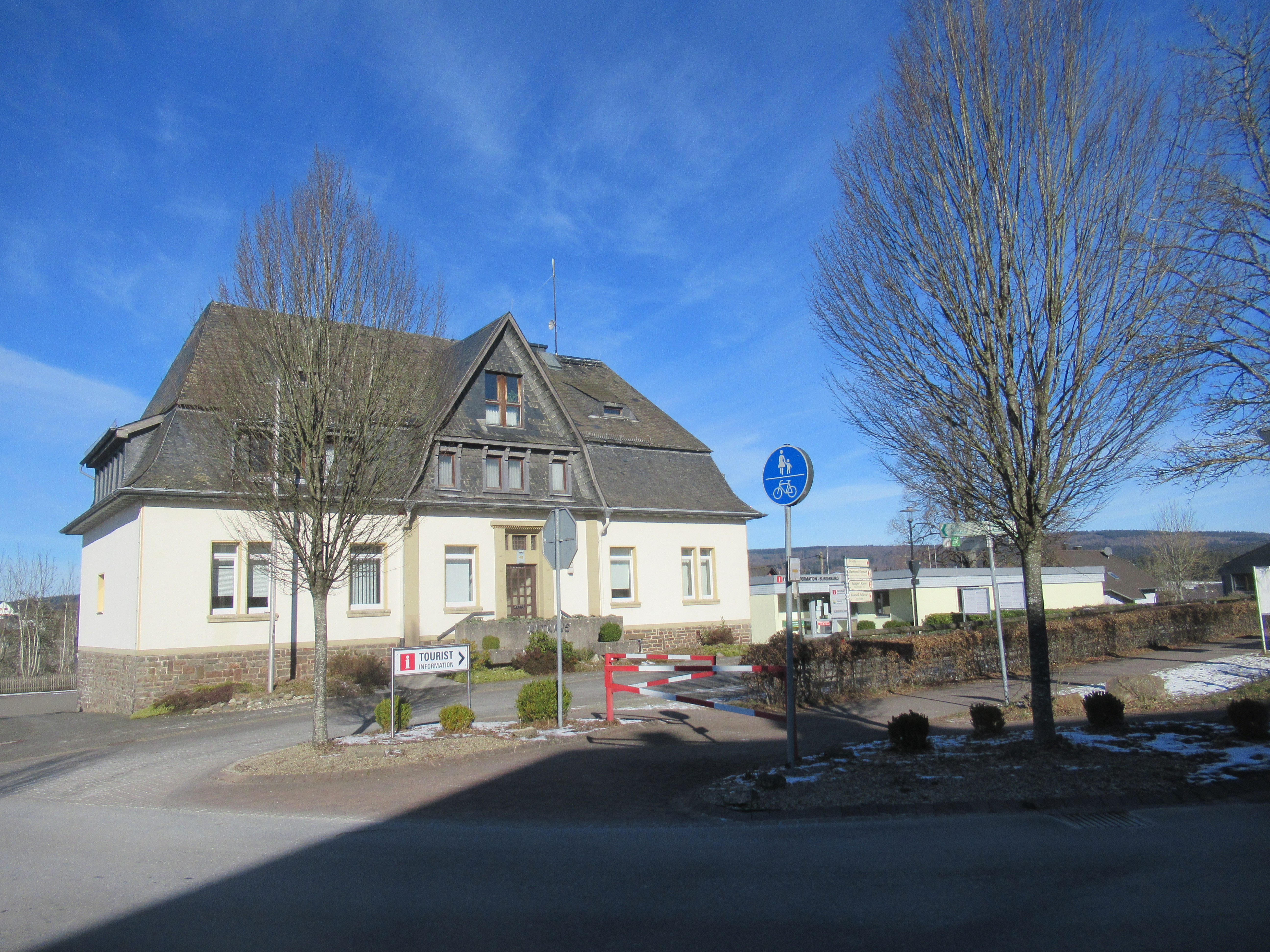
Rathaus

### Gemeinderat
Der Ortsgemeinderat in Kell am See besteht aus 16 Ratsmitgliedern, die bei der Kommunalwahl am 9. Juni 2024 in einer personalisierten Verhältniswahl gewählt wurden, und dem ehrenamtlichen Ortsbürgermeister als Vorsitzendem. Bei der Gemeinderatswahl 2009 hat eine Mehrheitswahl stattgefunden, da nicht mindestens zwei Wahlvorschlagslisten eingereicht wurden.
Die Sitzverteilung im Gemeinderat:
| Wahl | SPD               | CDU               | WGR *             | Gesamt   |
| ---- | ----------------- | ----------------- | ----------------- | -------- |
| 2024 | 2                 | 9                 | 5                 | 16 Sitze |
| 2019 | 1                 | 9                 | 6                 | 16 Sitze |
| 2014 | –                 | 9                 | 7                 | 16 Sitze |
| 2009 | per Mehrheitswahl | per Mehrheitswahl | per Mehrheitswahl | 16 Sitze |
| 2004 | 5                 | 11                | –                 | 16 Sitze |
| 1999 | 8                 | 7                 | 1                 | 16 Sitze |

### Ortsbürgermeister
Markus Lehnen (CDU) wurde im Juli 2004 Ortsbürgermeister von Kell am See. Bei der Direktwahl am 26. Mai 2019 wurde er mit einem Stimmenanteil von 79,85 % in seinem Amt bestätigt. Bei der Direktwahl am 9. Juni 2024 setzte er sich mit 77,5 % gegen einen Mitbewerber durch und trat danach eine weitere fünfjährige Amtszeit an.
Lehnens Vorgänger Walter Rausch (SPD) hatte das Amt von 1989 bis 2004 ausgeübt.

### Wappen
| Wappen von Kell am See | Blasonierung: „In Grün unter einem erhöhten silbernen Wellenbalken, ein goldener gestürzter keltischer Dolch.“ |
| Wappen von Kell am See | |

## Kultur und Sehenswürdigkeiten

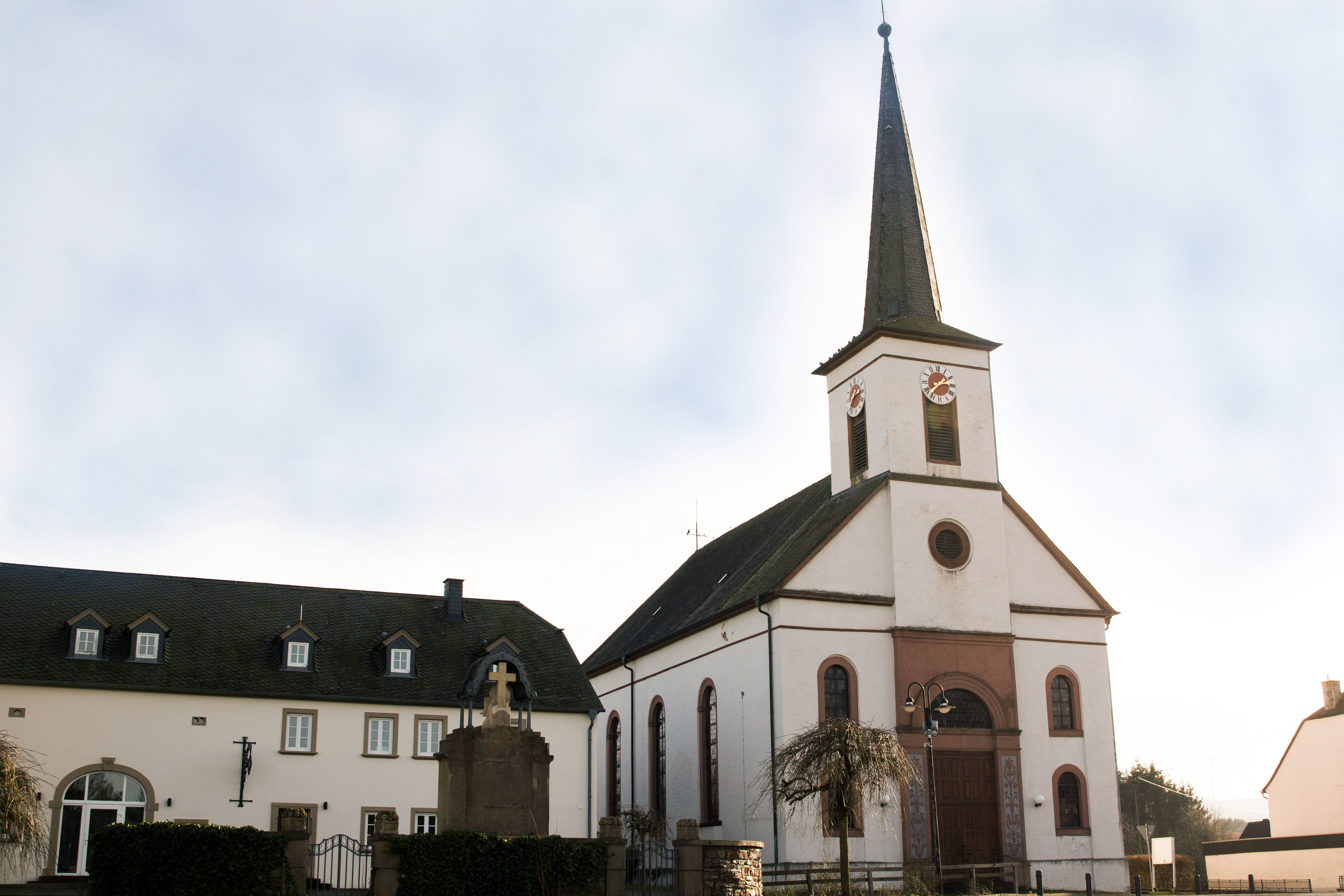
Katholische Pfarrkirche St. Bartholomäus (2020)

### Kulturdenkmäler
In der Denkmalliste des Landes Rheinland-Pfalz (Stand: 2021) sind als Kulturdenkmäler ausgewiesen:
- Katholische Pfarrkirche St. Bartholomäus, klassizistischer Saalbau, errichtet 1839–1841
- Bahnhofsgebäude der Hochwaldbahn, errichtet 1891
- zwei Quereinhäuser aus dem 18. und 19. Jahrhundert
- Gefallenendenkmal, Jugendstil-Toranlage aus den 1920er-Jahren
- zwei Fronleichnamskreuze und ein Friedhofskreuz
- Flurkapelle aus dem späten 19. Jahrhundert in der Gemarkung

### Regelmäßige Veranstaltungen
- Von 2004 bis 2013 fand jährlich im Frühjahr das Festival „Highway to Kell“ statt. Im Jahr 2022 wurde es als Open-Air-Festival wiederbelebt.[19][20]
- An Wochenenden ist das Segelfluggelände Kell geöffnet. Der Luftsportverein bietet dann lokale Rundflüge über den Hochwald an.
- Am letzten Wochenende im August findet die traditionelle St. Bartholomäuskirmes statt, mit großem Krammarkt und Verbandsgemeinde-Tierschau.

## Wirtschaft und Infrastruktur

### Unternehmen
An der Hunsrückhöhenstraße liegt der Gewerbepark Hochwald.
Ansässige Unternehmen
- Die KOMAGE Gellner Maschinenfabrik KG ist seit 1938 in Kell am See ansässig und größter Arbeitgeber der Gemeinde. Sie stellt Pulverpressensysteme und Automationsanlagen her.
- Sägewerk Franz Lang & Sohn

### Tourismus
1969 begannen die Planungen für den Bau des Keller Stausee mit 14 Hektar Wasserfläche für Boots- und Angelsport mit landschaftsgärtnerisch gestaltetem Umfeld am Zusammenfluss von Kreidbach, Fronbach und Lehbach. Hintergrund war die Ankurbelung des Tourismus, vorangetrieben durch den 1967 gegründeten Verein „Erholungsgebiet Hochwald“. Der See bildet das touristische Zentrum des Ortes. 1979 wurde Kell am See staatlich anerkannter Luftkurort. Eine Etappe des Saar-Hunsrück-Steigs endet in Kell am See. Am See befinden sich auch ein Landal GreenPark, das Gestüt und Hotel-Restaurant Fronhof, das Restaurant Hau's  am See, das Seehotel Kell sowie eine Minisoccer-Anlage mit Cafe/Bistro.

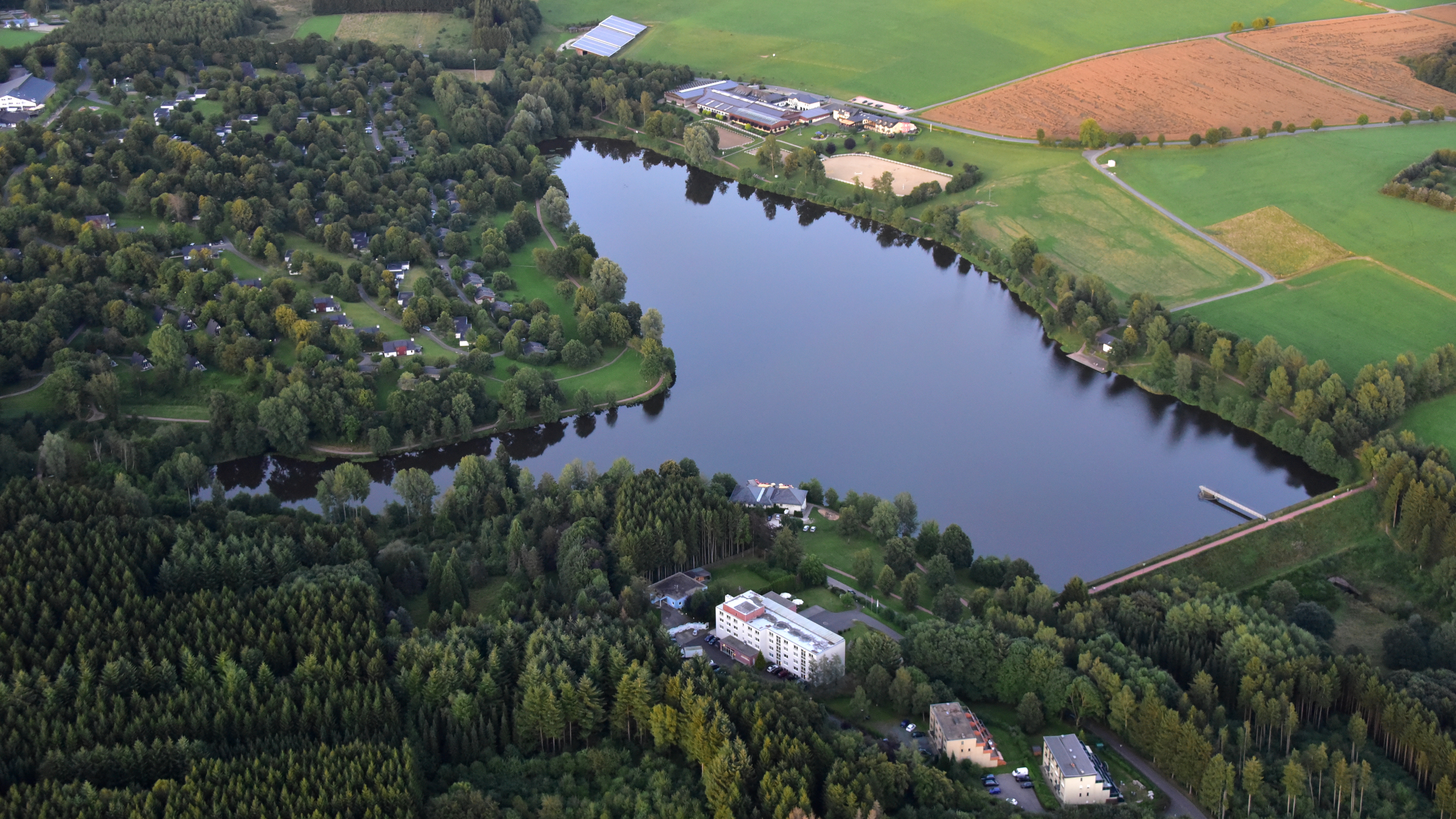
Keller Stausee, Luftaufnahme (2016)
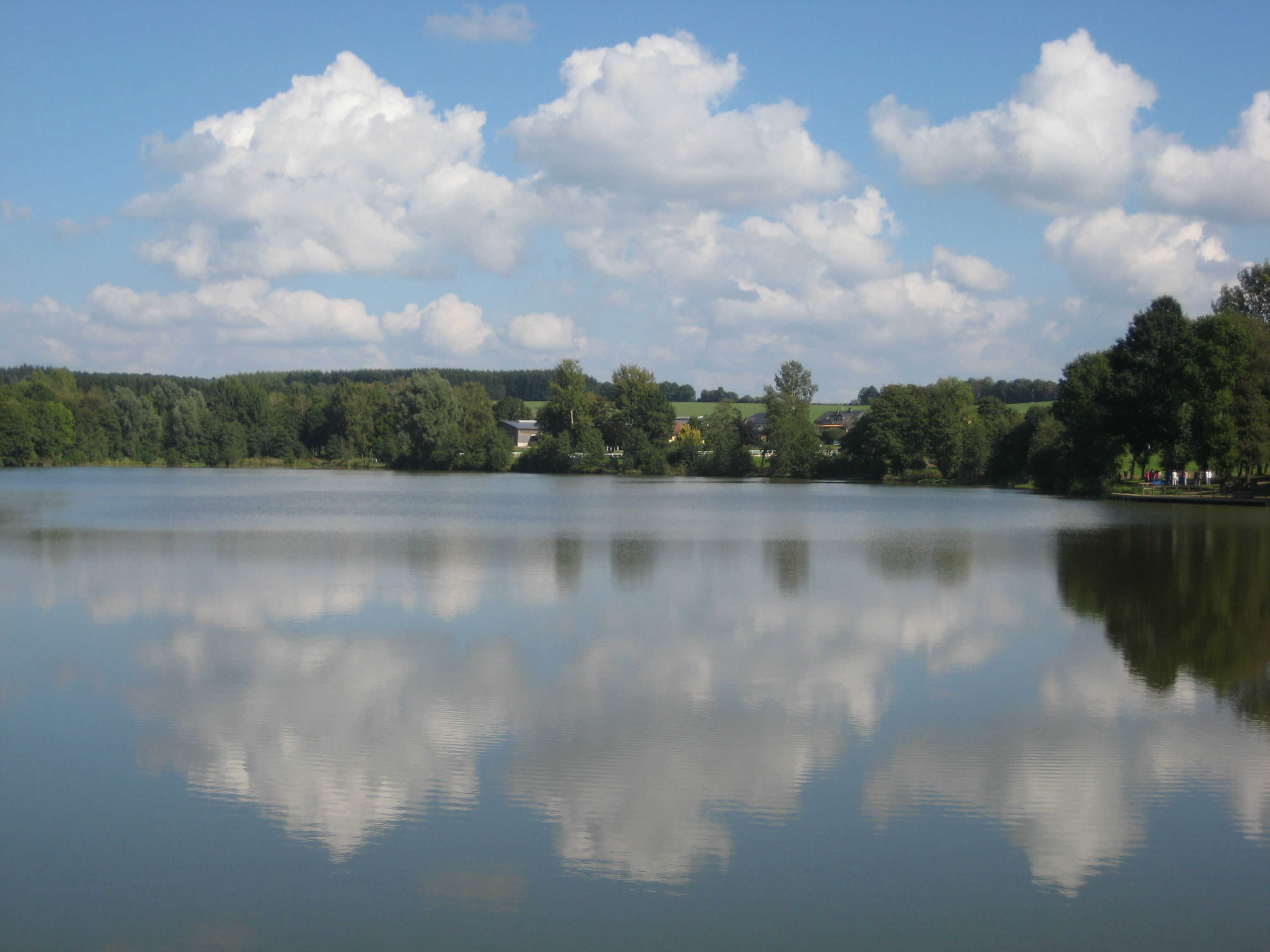
Blick vom Staudamm über den Keller See in östliche Richtung (2016)

### Bildung
In Kell am See befinden sich ein Kindergarten sowie die Realschule plus Kell am See. Weiterhin betreibt der Landkreis seit 1989 die Jugendbildungswerkstatt Kell am See im ehemaligen Kreisjugendhaus. Das Haus steht Schulen, Vereinen, Verbänden und Kommunen für ihre Bildungs- und Freizeitarbeit zur Verfügung und wird über die Region hinaus von Institutionen regelmäßig belegt.

### Verkehr
Kell am See liegt an der Hunsrückhöhenstraße. Die 1889 eröffnete Hochwaldbahn (Trier–Türkismühle) hatte einen Bahnhof in Kell. Heute verläuft auf der ehemaligen Trasse der Ruwer-Hochwald-Radweg. Das Bahnhofsgebäude wurde zum Kulturzentrum umgestaltet.
In Kell befindet sich seit 1969 das Segelfluggelände Kell.

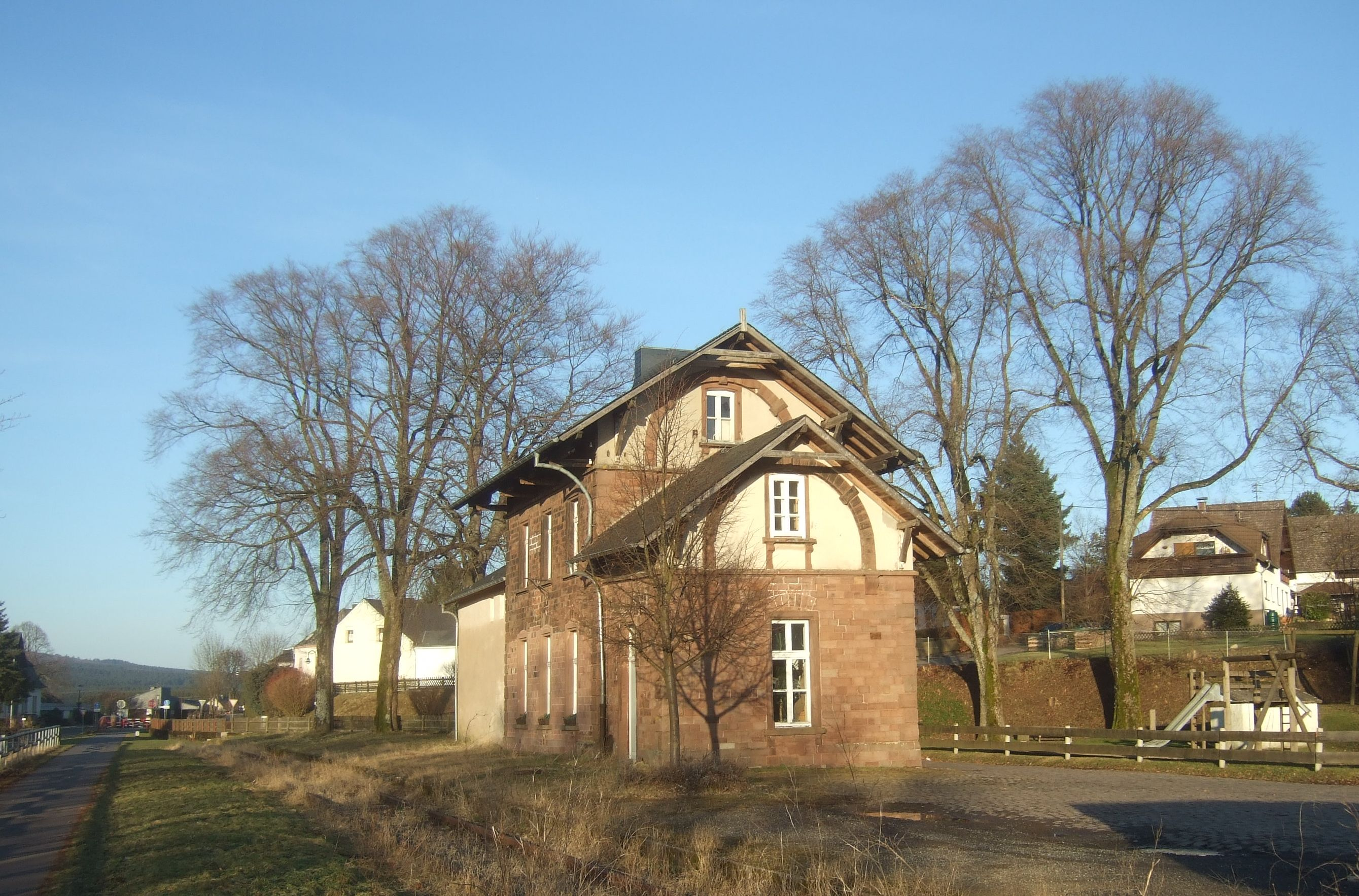
Ehemaliger Bahnhof am heutigen Ruwer-Hochwald-Radweg
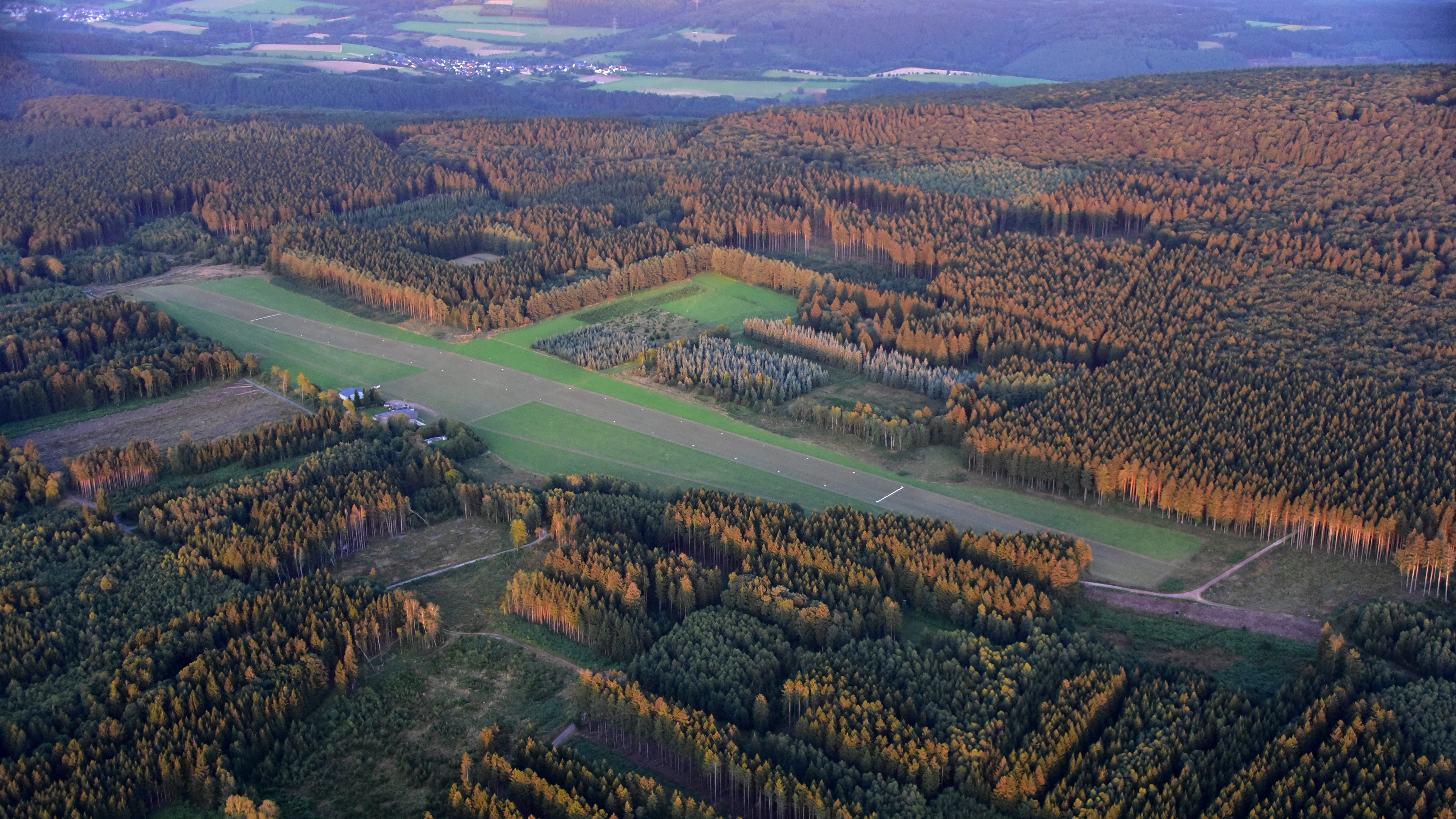
Segelflugplatz Kell am See, Luftaufnahme (2016)

## Persönlichkeiten
- Johann Lang (1888–1961), Jurist, Anwalt (Präsident) des Deutschen Genossenschaftsverbands, ausgezeichnet mit dem Großen Bundesverdienstkreuz
- August Justen (1923–2024), langjähriger Bürgermeister der Verbandsgemeinde Kell am See,[22][23] Träger des Bundesverdienstkreuzes am Bande
- Manfred Lang (1930–2012), Unternehmer und Kommunalpolitiker; wurde u. a. ausgezeichnet mit dem Bundesverdienstkreuz am Bande, der Ehrennadel des Landes Rheinland-Pfalz, der Freiherr-vom-Stein-Plakette und der Dr.-Johann-Christian-Eberle-Medaille
- Dittmar Lauer (* 1937), Architekt und Heimatforscher
- Werner Angsten (* 1948), langjähriger Bürgermeister der Verbandsgemeinde Kell am See[24]